# Ommatius queenslandi
Ommatius queenslandi là một loài ruồi trong họ Asilidae. Ommatius queenslandi được Ricardo miêu tả năm 1913. Loài này phân bố ở miền Australasia.